# Яковлєв Геннадій Павлович
Геннадій Павлович Яковлєв (7 червня 1938 — 12 січня 2024) — російський ботанік, колишній ректор Санкт-Петербурзької хіміко-фармацевтичної академії, колишній завідувач кафедри фармакогнозії, нині професор кафедри фармакогнозії — за сумісництвом — провідний науковий співробітник Ботанічного інституту ім. В. Л. Комарова, систематик вищих рослин. Г. П. Яковлєв — один із провідних фахівців по систематиці бобових, а також фахівець в області фармакогнозії.

## Біографія
Народився 7 червня 1938 року в Сестрорєцьку. Закінчив Ленінградський хіміко-фармацевтичний інститут (нині університет) в 1960 році, тут же залишився працювати; пройшов шлях від асистента до ректора. Доктор біологічних наук (Тартуський університет, 1974), з 1979 року — професор. Брав участь у проєктах з вивчення флори Куби, В'єтнаму, Монголії, Центральної Азії, Європейської частини СРСР та ін.

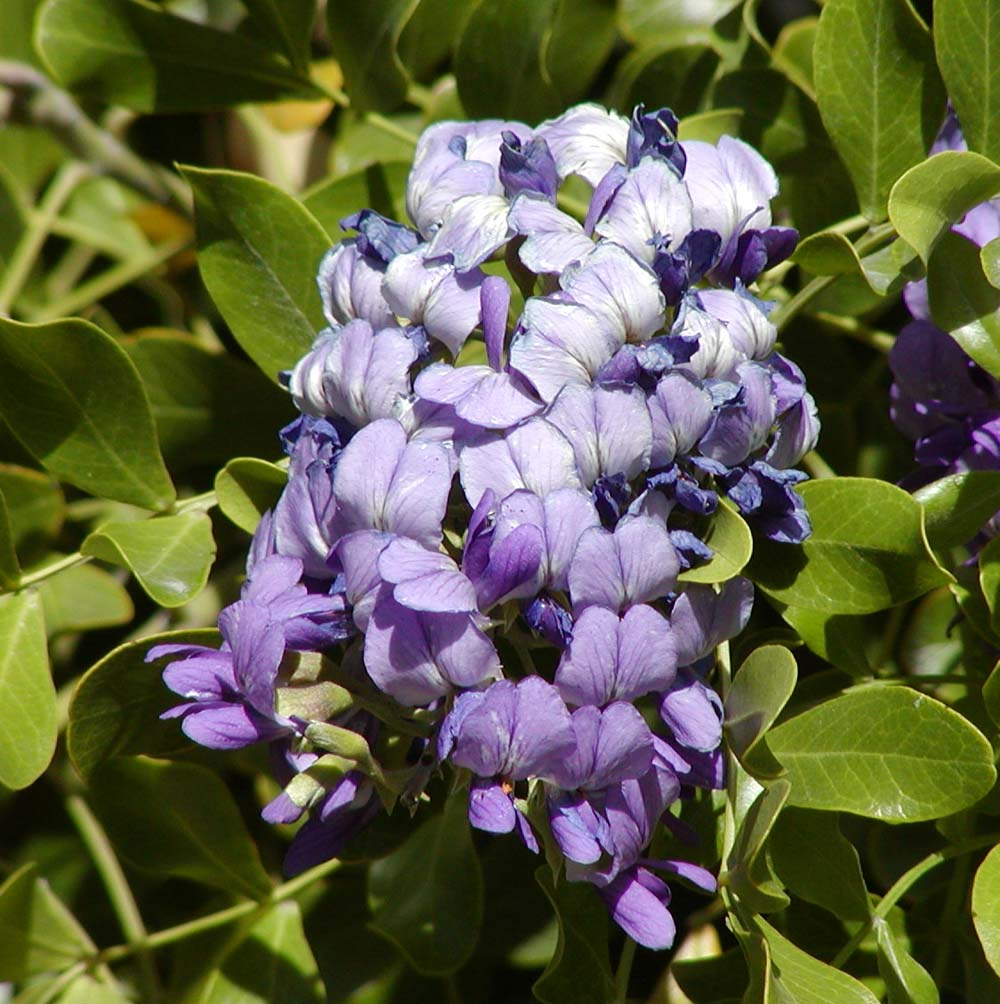
— одна з рослин, описаних Г. П. Яковлєвим

## Деякі рослини, описані Яковлєвим
| Фотографія | Назва                                 |
| ---------- | ------------------------------------- |
|            | Amodendron bifolium (Pall..) Yakovlev |
|            | Calia secundiflora Yakovlev           |

- Keiserlingia koreensis (Nakai) Yakovlev [syn.  Sophora koreensis Nakai][4]
- Sophora gibbosa (DC.) Yakovlev
- Sophora lehmanni (Bunge) Yakovlev[5]

## Деякі праці
Підручники з ботаніки та фармакогнозії, в т.ч. у співавторстві.
- Yakovlev G.P., Sytin A.K., & Yu.R. Roskov. Legumes of Northern Eurasia. — Royal Botanic gardens, Kew. 1996. ISBN 0-947643-97-4.